# Methode der kritischen Ereignisse
Die Methode der kritischen Ereignisse (englisch Critical Incident Technique, kurz CIT) ist eine Technik, die Faktoren für besonders effektives beziehungsweise ineffektives Verhalten bezüglich der Arbeitstätigkeiten erfasst. Die Methode wurde maßgeblich von dem US-Psychologen John C. Flanagan (1906–1996) entwickelt.
Das Verfahren wurde als Beobachtungsmethode entwickelt, um kritische Ereignisse objektiv und planmäßig darzustellen. Zu 'kritischen Ereignissen' zählen Verhaltensweisen, die ein Ergebnis oder eine Situation ausschlaggebend beeinflussen (z. B. solche, von denen abhängt, ob etwas ein Erfolg oder ein Misserfolg wird). Die Ereignisse sind nicht typisch und nicht repräsentativ; sie weichen vom Normalen und Alltäglichen ab.
Das Wichtigste bei dieser Methode sind die auslösende Situation, die Verhaltensweise der beteiligten Personen und die daraus hervorgehenden Konsequenzen (Erfolg oder Misserfolg). Die Datenerhebung für die darauffolgende Analyse erfolgt über die Beobachtung oder das Führen von Interviews durch geschultes Personal.

## Historisches
Die Methode der kritischen Ereignisse war die erste Methode, die sich mit der Analyse von Berufsfeldern und zur Kategorisierung von bestimmten Berufsvoraussetzungen befasst. Sie wurde von Flanagan 1954 als Critical-incident-technique bekannt und ist ursprünglich für das Auswählen und Einteilen von Flugpersonal entwickelt worden.

## Anwendungsgebiete
Die Methode der kritischen Ereignisse ist nach ihrem Begründer Flanagan flexibel einsetzbar und nicht abhängig von starren Regeln. Diese Flexibilität ermöglicht es, dass die Methode bei verschiedenen Problemstellungen Anwendung findet. Sie wird jedoch vor allem im Rahmen der Arbeitsanalyse und der Führungsforschung eingesetzt.
Beispielhafte Bereiche sind in der Personalauswahl, Personalschulung oder auch der Arbeitsplatzgestaltung zu finden. Die Methode der kritischen Ereignisse wird dazu eingesetzt, fördernde oder mindernde Faktoren im Bezug auf den Erfolg und deren Einfluss auf die Organisation zu analysieren und zu enthüllen.
Die erhaltenen Daten werden genutzt, um Prozesse innerhalb der Organisation zu verbessern, indem zum Beispiel das Personal angemessen geschult wird bzw. zu beurteilen, ob neue Mitarbeiter den gegebenen Ansprüchen entsprechen.

## Vorgehen
Die Befragung, Beobachtung oder eine Kombination aus beiden setzt an kritischen Ereignissen an. Befragt wird der Proband gezielt nach diesen Ereignissen. Wichtig für die Befragung ist die Identifikation kritischer Ereignisse, also Situationen, die vom Alltäglichen abweichen und kritisch für die jeweilige Tätigkeit sind. Die Methode beschäftigt sich nur mit Ereignissen, bei denen extrem positive oder extrem negative Leistungen beobachtet worden sind.
Zu Beginn muss festgelegt werden, welches Verhalten von Interesse ist. Es müssen also die Begebenheiten und das angestrebte Ziel der Methode geklärt werden. Um eine erfolgreiche Durchführung zu gewährleisten, ist die Entwicklung der Fragen an den Probanden ausschlaggebend. Da die Methode versucht, die Situationen so konkret wie möglich zu erfassen, müssen Verhaltensbeschreibungen so präzise wie möglich erfragt werden. Dies macht es möglich, das Wissen von Experten zusammenzutragen und für weitere Entscheidungen nutzbar zu machen.
Neben der konkret formulierten Frage ist die Festlegung von Situationsparametern ein weiterer wichtiger Faktor für eine erfolgreiche Durchführung der Methode, um Ereignisse und Verhaltensweisen adäquat auswerten zu können. Nach Flanagan sollten äußere Parameter sowie Parameter des beobachteten Verhaltens bei der Erhebung der kritischen Ereignisse nicht fehlen.
Zu den äußeren Parametern zählen die allgemeine Beschreibung, der Ort, die beteiligten Personen, die Zeit und die Bedingungen.
Beispiele für die Parameter des beobachteten Verhaltens sind die Art der Tätigkeit, die Verhaltensweisen und das Kriterium der Wichtigkeit für das Ziel der Methode.
Interviewte werden gezielt nach erlebten Situationen aus ihren Erfahrungen befragt. Dabei sollten sie möglichst detailliert die Situation, die Verhaltensweise beteiligter Personen und das resultierende Ergebnis schildern. Am Ende der Methode liegt also eine Situations- und Verhaltensbeschreibung vor. Infolgedessen werden sich wiederholende Situationen analysiert und Verhaltensweisen, die zum Erfolg oder Misserfolg führen, abgeleitet.
Die Methode der kritischen Ereignisse wird meist in fünf Teilschritte untergliedert:
- Bestimmung der Zielsetzung, um einstufen zu können, ob das beobachtete Arbeitsverhalten zum Erfolg maßgeblich beiträgt oder nicht
- Planung der Datenerhebung (direkte Beobachtung einer kritischen Situation durch geschulte Beobachter nach eindeutigen Kriterien oder Führen von Interviews)
- Datenerhebung der Ereignisse oder Verhaltensweisen, die zu einer guten bzw. schlechten Ausführung des Auftrags führten (Definition von Anforderungen an die geschilderten Situationen, Durchführung der Interviews, Fokus auf die Beschreibung der Situation und der Auswirkung des Handelns)
- Auswertung des erhobenen Datenmaterials
- Interpretation des Datenmaterials (Kategorien festlegen und die kritischen Ereignisse klassifizieren und strukturieren, Mitarbeiterschulung zur Umsetzung der analysierten, vom Erfolg abhängigen Verhaltensweisen)

## Zweck und Nutzen
Mittels der Methode der kritischen Ereignisse werden kritische Situationen aus vergangenen Geschehnissen erfasst, um entscheidende Verhaltensweisen zu identifizieren und neue Erkenntnisse für eine Organisationsentwicklung herzuleiten.
Das Verfahren ist gut geeignet, um ganz konkrete Handlungen und Abläufe zu erheben sowie tatsächlich wirksame (positive und negative) Faktoren (Ursachen, Kontextbedingungen, Wirkungen) in ganz konkreten Situationen, die entscheidend für den Ausgang eines Ereignisses sind, zu ermitteln.
Es dient dazu, unentdeckte Zusammenhänge aufzuzeigen und damit eine Weiterentwicklung der Organisation und der daran beteiligten Menschen zu ermöglichen.
Da die betroffenen Mitarbeiter aktiv mit eingebunden werden, hat diese Methode einen großen Vorteil gegenüber anderer Methoden zur Arbeitsorganisation. Sie bedient sich einer induktiven Vorgehensweise, wobei die Informationen der kritischen Ereignissen von den Erfahrungen der Befragten abgeleitet werden.
Die gewonnenen Erkenntnisse können genutzt werden, um das Personal auf ähnliche Situationen zu schulen und Verhaltensweisen entgegenzuwirken, welche zu Misserfolgen führten. Bei der Methode geht es nicht darum, einzelne Fehler zu finden, sondern Abfolgen bezüglich kritischer Verhaltensweisen zu analysieren, um so künftige Fehler zu vermeiden und die Ablaufprozesse zu verbessern.

## Anwendungsvoraussetzungen
Die Methode der kritischen Ereignisse setzt voraus, dass der Beobachtete bzw. der Interviewte sich im entsprechenden Berufsfeld gut auskennt und über praxisnahe Kenntnisse verfügt. Oft muss der Befragte eine gewisse Zeit in dem entsprechenden Bereich gearbeitet haben, um für die Methode und deren Auswertung in Frage zu kommen.
Der Befragungszeitpunkt sollte möglichst nah an dem Ereignis liegen, damit über die Situation und das Verhalten der beteiligten Personen sowie das Resultat so genau wie möglich berichtet werden kann. Selbstverständlich sollte der Beobachter bzw. Interviewer Erfahrungen mit der Methode besitzen und in dem Gebiet geschult worden sein.

## Kritik
Kritiker der Methode sind der Meinung, dass diese nicht sehr objektiv ist, da Erinnerungen seitens der Befragten und der Beobachter grundsätzlich subjektiv sind und auch nur selektiv wiedergegeben werden.
Ein festgelegter Ablauf und normiertes Vorgehen (zum Beispiel mittels eines professionell entwickelten Interviews) sowie der Einsatz mehrerer gut geschulter Interviewern bzw. Beobachtern, erhöht die Objektivität der Methode.
Befragte folgen der Tendenz, dass externe Faktoren eher zu Misserfolg führen und der Erfolg durch personenbezogene Faktoren begünstigt wird, um meist einen Vorteil für sich zu bewirken.
Es wird eine hohe Anzahl der Fälle benötigt, damit Zusammenhänge in den erfassten kritischen Ereignissen erkannt werden. Jedoch bewirken eine hohe Anzahl der Fälle hohe Kosten, was einen negativen Effekt auf das Nutzen dieser Methode hat.